# Narlıkuyu

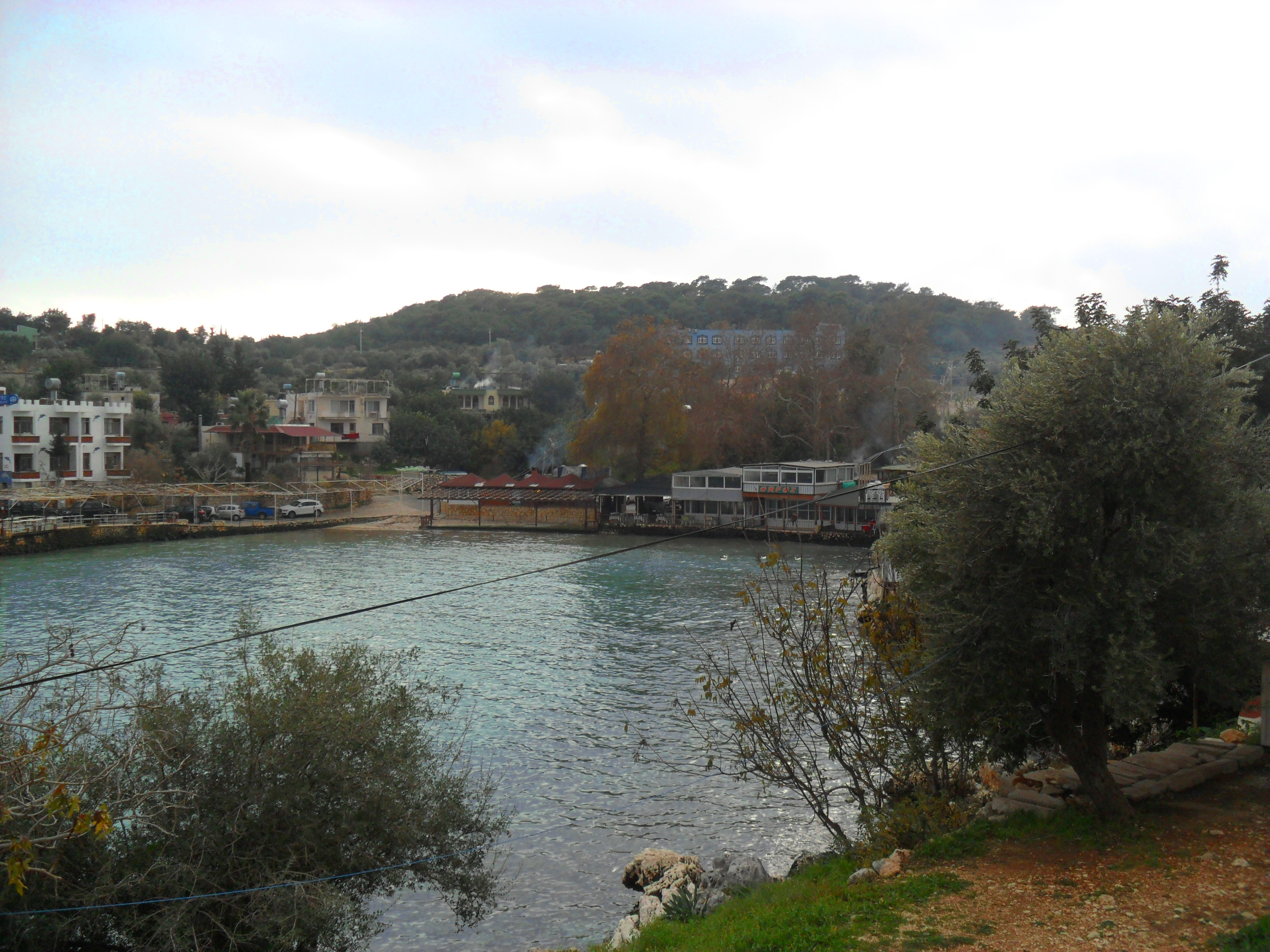
Bucht von Narlıkuyu

Narlıkuyu (türkisch für Granatapfelbrunnen), früherer Name Tatlı Su (Geschmackvolles Wasser) ist eine Gemeinde an der türkischen Südküste, etwa 25 km östlich von Silifke und zwei Kilometer westlich von Kızkalesi in der Provinz Mersin. Seit einer Gebietsreform 2014 ist der Ort keine Gemeinde mehr, sondern ein Ortsteil der Kreisstadt Silifke.
Narlıkuyu hat 2798 Einwohner (2010), Bürgermeister ist seit 2004 Ali Okur. Das ehemalige Fischerdorf lebt hauptsächlich vom Tourismus. Erwähnenswert ist neben mehreren Fischrestaurants vor allem ein antikes Badehaus, das unter der Bezeichnung Narlıkuyu Mosaik Müzesi (Narlıkuyu-Mosaikmuseum) als einziges Exponat das Mosaik der drei Grazien zeigt. In unmittelbarer Nähe liegen im Norden die Korykischen Grotten (Cennet ve Cehennem) und an derselben Strecke, 2,5 Kilometer weiter, die Kirche von Hasanaliler sowie einen Kilometer westlich der Kirche der römische Gutshof Keşli. Der von den Grotten kommende unterirdische Fluss mündet hier ins Mittelmeer, was in einigen Buchten der Umgebung zu Brackwasservorkommen führt.
Der Ort war in der Antike der Hafen für Korykion Antron und die Orte an der über Hasanaliler nach Olba führenden Straße. In der pisanischen Seekarte von 1300 wird er unter der Bezeichnung p. calamie verzeichnet.